# Fußball-Weltmeisterschaft 1962
Die Endrunde der Fußball-Weltmeisterschaft 1962 (span.: Campeonato Mundial De Futbol) war die siebte Ausspielung dieses bedeutendsten Turniers für Fußball-Nationalmannschaften und fand vom 30. Mai bis zum 17. Juni 1962 in Chile statt.
Weltmeister wurde Titelverteidiger Brasilien, welches mit Garrincha auch den Torschützenkönig stellte, im Finale gegen die Tschechoslowakei. Vizeweltmeister Schweden scheiterte bereits in der Qualifikation. Die westdeutsche Mannschaft schied bei ihrer letzten Weltmeisterschaft unter Trainer Sepp Herberger im Viertelfinale gegen Jugoslawien aus. Kapitän der deutschen Mannschaft war der letzte verbliebene Held von Bern, Hans Schäfer.
Die Schweizer Mannschaft schied nach drei Niederlagen in der Vorrunde aus.
Der Österreichische Fußballbund hatte zwar am 15. Dezember 1959 eine provisorische Meldung abgegeben, diese aber am 18. Dezember rückgängig gemacht. Begründet wurde dies damit, dass der Weltmeisterschaftstermin eine vollkommene Umstellung des Spielbetriebs auf Kosten der Vereine in der Saison 1961/62 voraussetzen würde und Österreichs Fußball sei, gemessen an den Leistungen der Nationalmannschaft gegen Spanien und Frankreich, im Kampf gegen die internationale Spitzenklasse nicht konkurrenzfähig.

## Vergabe
Nachdem die Weltmeisterschaften 1954 und 1958 in Europa stattgefunden hatten, war 1962 Südamerika an der Reihe. Die Entscheidung über den Austragungsort der WM 1962 fällte die FIFA am 10. Juni 1956 in Lissabon. Etwas überraschend setzte sich das fußballerisch zweitklassige Chile gegen den Mitbewerber Argentinien mit 32:11 Stimmen durch. Der schlechte Zuschauerzuspruch, insbesondere bei den Vorrundenspielen, gab den Kritikern nachträglich recht. Nach dem verheerenden Erdbeben von 1960 wurde ein Entzug der Veranstaltung diskutiert.

## Spielorte
Die Spiele der Weltmeisterschaft wurden in vier Stadien in vier verschiedenen Städten Chiles ausgetragen. Ursprünglich waren neun Spielorte vorgesehen, nach dem Erdbeben von 1960 wurden nur die Stadien genutzt, die ohne staatliche Hilfe renoviert werden konnten.
- Arica (Estadio Carlos Dittborn) – damalige Kosten: 450.000 US-Dollar[2]. Sechs Vorrundenspiele und ein Viertelfinale sahen insgesamt 68.807 Zuschauer, ein Schnitt von 9830 pro Spiel, der durch das Viertelfinale zwischen Chile und der Sowjetunion, das 17.268 Zuschauer sahen, am Ende noch angehoben wurde.
- Rancagua (Estadio El Teniente)  – sechs Vorrundenspiele und ein Viertelfinale sahen insgesamt 57.643 Zuschauer, ein Schnitt von 8235 pro Spiel.
- Santiago de Chile (Estadio Nacional de Chile)  – sechs Vorrundenspiele, ein Viertelfinale, ein Halbfinale, das Spiel um Platz 3 und das Finale sahen insgesamt 663.771 Zuschauer, ein Schnitt von 66.377 pro Spiel. Die meisten kamen zum Halbfinale zwischen Gastgeber Chile und Titelverteidiger Brasilien: 76.594
- Viña del Mar (Estadio Sausalito)  – sechs Vorrundenspiele, ein Viertelfinale, ein Halbfinale sahen insgesamt 102.951 Zuschauer, ein Schnitt von 12.869 pro Spiel. Die wenigsten kamen zum Halbfinale zwischen Jugoslawien und der Tschechoslowakei, das parallel zum anderen Halbfinale stattfand: 5890 – etwas mehr als die Hälfte des schwächsten Besuchs in der Vorrunde.

## Qualifikation
Hauptartikel: Qualifikation zur Fußball-Weltmeisterschaft 1962.
Größte Überraschungen der Qualifikation waren das Scheitern von Vizeweltmeister Schweden und des WM-Dritten Frankreich, die beide in Entscheidungsspielen gegen die punktgleichen Gruppengegner Schweiz bzw. Bulgarien unterlagen, obwohl beide nach heutigen Maßstäben die besseren Tordifferenzen hatten und auch die direkten Vergleiche gewonnen hatten. Kolumbien und Bulgarien qualifizierten sich zum ersten Mal für eine Weltmeisterschaft.

## Teilnehmer
Für die Endrunde qualifizierten sich letztlich, einschließlich Gastgeber Chile und Weltmeister Brasilien, folgende 16 Nationalmannschaften aus den jeweiligen Kontinentalverbänden:
| 10 aus Europa                              | Bulgarien        | BR Deutschland | England     | Italien   |
|                                            | Jugoslawien      | Schweiz        | Sowjetunion | Spanien   |
|                                            | Tschechoslowakei | Ungarn         |             |           |
| 5 aus Südamerika                           | Argentinien      | Brasilien      | Chile       | Kolumbien |
|                                            | Uruguay          |                |             |           |
| 1 aus Nord-, Mittelamerika und der Karibik | Mexiko           |                |             |           |

Nach den Turnieren von 1930 und 1950 war es die letzte Weltmeisterschaft, an deren Endrunde nur Mannschaften aus Europa und vom amerikanischen Doppelkontinent teilnahmen.

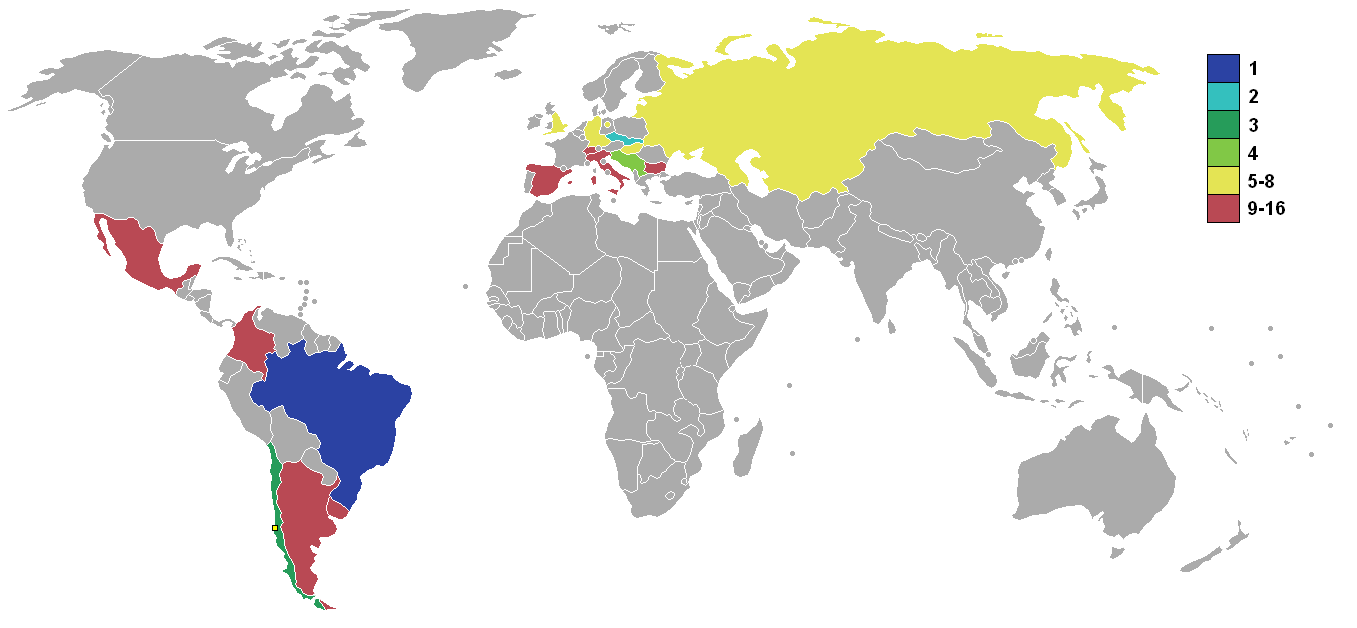
Weltkarte der Teilnehmer und deren Platzierungen

## Auslosung
- Topf 1: Argentinien, Brasilien, Chile, Uruguay
- Topf 2: BR Deutschland, England, Italien, Jugoslawien, Sowjetunion, Spanien, Ungarn, Tschechoslowakei
- Topf 3: Bulgarien, Kolumbien, Mexiko, Schweiz

Als Gruppenköpfe wurden die vier südamerikanischen Mannschaften aus Topf 1 gelost, wobei Chile fix in die Gruppe B gesetzt wurde, weil dessen Spiele in Santiago ausgetragen wurden. Aus Topf 2 wurden jeweils zwei  Mannschaften zu jeder Gruppe frei zugelost. Im Topf 3 waren die vermeintlich schwächsten Mannschaften, die gezielt als Auftaktgegner für die Gruppenköpfe frei zugelost wurden.
| Gruppe A    | Gruppe B       | Gruppe C         | Gruppe D    |
| ----------- | -------------- | ---------------- | ----------- |
| Uruguay     | Chile          | Brasilien        | Argentinien |
| Kolumbien   | Schweiz        | Mexiko           | Bulgarien   |
| Sowjetunion | BR Deutschland | Spanien          | Ungarn      |
| Jugoslawien | Italien        | Tschechoslowakei | England     |

Für Informationen zu den einzelnen WM-Gruppen und Kadern der Mannschaften auf den jeweiligen Link klicken.

## Modus
Die 16 Teilnehmer traten in vier Vorgruppen mit je vier Mannschaften an. Die beiden ersten jeder Gruppe qualifizierten sich für das Viertelfinale. Anders als bei den Vorgängern war bei der WM 1962 bei Punktgleichheit auf dem zweiten und dritten Platz kein Entscheidungsspiel mehr vorgesehen, sondern es entschied der Torquotient. Ab dem Viertelfinale wurde das Turnier im K.-o.-System ausgetragen.

## Vorrunde
Die Spiele der Vorrunde waren von einer betont defensiven Taktik und außerordentlichen Härte geprägt. Negativer Höhepunkt war die Schlacht von Santiago, die Begegnung Chile gegen Italien, die zeitweilig in offene Schlägereien ausartete und als unfairstes Spiel der WM-Geschichte gilt. Pelé erlitt im zweiten Spiel gegen die ČSSR einen Muskelfaserriss und wurde im weiteren Verlauf des Turniers nicht mehr eingesetzt. Die größte Überraschung war das Ausscheiden Spaniens, das trotz eingebürgerter Weltstars wie Ferenc Puskás und Alfredo Di Stéfano (der allerdings aufgrund einer Verletzung nicht eingesetzt werden konnte) nur Gruppenletzter wurde. Bemerkenswert war die Dominanz osteuropäischer Mannschaften, die die Hälfte der Viertelfinalteilnehmer stellten. Mit Deutschland und Italien trafen erstmals zwei frühere Weltmeister bei einem WM-Turnier aufeinander.

### Gruppe A
| Pl. | Land        | Sp. | S | U | N | Tore    | Diff. | Punkte |
| --- | ----------- | --- | - | - | - | ------- | ----- | ------ |
| 1.  | Sowjetunion | 3   | 2 | 1 | 0 | 008:500 | +3    | 05:10  |
| 2.  | Jugoslawien | 3   | 2 | 0 | 1 | 008:300 | +5    | 04:20  |
| 3.  | Uruguay     | 3   | 1 | 0 | 2 | 004:600 | −2    | 02:40  |
| 4.  | Kolumbien   | 3   | 0 | 1 | 2 | 005:110 | −6    | 01:50  |

|                                                    |   |             |           |
| 30. Mai 1962 um 15:00 Uhr (20:00 Uhr MEZ) in Arica |   |             |           |
| Uruguay                                            | – | Kolumbien   | 2:1 (0:1) |
| 31. Mai 1962 um 15:00 Uhr (20:00 Uhr MEZ) in Arica |   |             |           |
| Sowjetunion                                        | – | Jugoslawien | 2:0 (0:0) |
| 2. Juni 1962 um 15:00 Uhr (20:00 Uhr MEZ) in Arica |   |             |           |
| Jugoslawien                                        | – | Uruguay     | 3:1 (2:1) |
| 3. Juni 1962 um 15:00 Uhr (20:00 Uhr MEZ) in Arica |   |             |           |
| Sowjetunion                                        | – | Kolumbien   | 4:4 (3:1) |
| 6. Juni 1962 um 15:00 Uhr (20:00 Uhr MEZ) in Arica |   |             |           |
| Uruguay                                            | – | Sowjetunion | 1:2 (0:1) |
| 7. Juni 1962 um 15:00 Uhr (20:00 Uhr MEZ) in Arica |   |             |           |
| Kolumbien                                          | – | Jugoslawien | 0:5 (0:2) |

### Gruppe B
| Pl. | Land           | Sp. | S | U | N | Tore    | Diff. | Punkte |
| --- | -------------- | --- | - | - | - | ------- | ----- | ------ |
| 1.  | BR Deutschland | 3   | 2 | 1 | 0 | 004:100 | +3    | 05:10  |
| 2.  | Chile          | 3   | 2 | 0 | 1 | 005:300 | +2    | 04:20  |
| 3.  | Italien        | 3   | 1 | 1 | 1 | 003:200 | +1    | 03:30  |
| 4.  | Schweiz        | 3   | 0 | 0 | 3 | 002:800 | −6    | 0:60   |

|                                                                |   |         |           |
| 30. Mai 1962 um 15:00 Uhr (20:00 Uhr MEZ) in Santiago de Chile |   |         |           |
| Chile                                                          | – | Schweiz | 3:1 (1:1) |
| 31. Mai 1962 um 15:00 Uhr (20:00 Uhr MEZ) in Santiago de Chile |   |         |           |
| BR Deutschland                                                 | – | Italien | 0:0       |
| 2. Juni 1962 um 15:00 Uhr (20:00 Uhr MEZ) in Santiago de Chile |   |         |           |
| Chile                                                          | – | Italien | 2:0 (0:0) |
| 3. Juni 1962 um 15:00 Uhr (20:00 Uhr MEZ) in Santiago de Chile |   |         |           |
| BR Deutschland                                                 | – | Schweiz | 2:1 (1:0) |
| 6. Juni 1962 um 15:00 Uhr (20:00 Uhr MEZ) in Santiago de Chile |   |         |           |
| BR Deutschland                                                 | – | Chile   | 2:0 (1:0) |
| 7. Juni 1962 um 15:00 Uhr (20:00 Uhr MEZ) in Santiago de Chile |   |         |           |
| Italien                                                        | – | Schweiz | 3:0 (1:0) |

### Gruppe C
| Pl. | Land             | Sp. | S | U | N | Tore    | Diff. | Punkte |
| --- | ---------------- | --- | - | - | - | ------- | ----- | ------ |
| 1.  | Brasilien        | 3   | 2 | 1 | 0 | 004:100 | +3    | 05:10  |
| 2.  | Tschechoslowakei | 3   | 1 | 1 | 1 | 002:300 | −1    | 03:30  |
| 3.  | Mexiko           | 3   | 1 | 0 | 2 | 003:400 | −1    | 02:40  |
| 4.  | Spanien          | 3   | 1 | 0 | 2 | 002:300 | −1    | 02:40  |

|                                                           |   |                  |           |
| 30. Mai 1962 um 15:00 Uhr (20:00 Uhr MEZ) in Viña del Mar |   |                  |           |
| Brasilien                                                 | – | Mexiko           | 2:0 (0:0) |
| 31. Mai 1962 um 15:00 Uhr (20:00 Uhr MEZ) in Viña del Mar |   |                  |           |
| Spanien                                                   | – | Tschechoslowakei | 0:1 (0:0) |
| 2. Juni 1962 um 15:00 Uhr (20:00 Uhr MEZ) in Viña del Mar |   |                  |           |
| Brasilien                                                 | – | Tschechoslowakei | 0:0       |
| 3. Juni 1962 um 15:00 Uhr (20:00 Uhr MEZ) in Viña del Mar |   |                  |           |
| Mexiko                                                    | – | Spanien          | 0:1 (0:0) |
| 6. Juni 1962 um 15:00 Uhr (20:00 Uhr MEZ) in Viña del Mar |   |                  |           |
| Brasilien                                                 | – | Spanien          | 2:1 (0:1) |
| 7. Juni 1962 um 15:00 Uhr (20:00 Uhr MEZ) in Viña del Mar |   |                  |           |
| Mexiko                                                    | – | Tschechoslowakei | 3:1 (2:1) |

### Gruppe D
| Pl. | Land        | Sp. | S | U | N | Tore    | Diff. | Punkte |
| --- | ----------- | --- | - | - | - | ------- | ----- | ------ |
| 1.  | Ungarn      | 3   | 2 | 1 | 0 | 008:200 | +6    | 05:10  |
| 2.  | England     | 3   | 1 | 1 | 1 | 004:300 | +1    | 03:30  |
| 3.  | Argentinien | 3   | 1 | 1 | 1 | 002:300 | −1    | 03:30  |
| 4.  | Bulgarien   | 3   | 0 | 1 | 2 | 001:700 | −6    | 01:50  |

|                                                       |   |             |           |
| 30. Mai 1962 um 15:00 Uhr (20:00 Uhr MEZ) in Rancagua |   |             |           |
| Argentinien                                           | – | Bulgarien   | 1:0 (1:0) |
| 31. Mai 1962 um 15:00 Uhr (20:00 Uhr MEZ) in Rancagua |   |             |           |
| Ungarn                                                | – | England     | 2:1 (1:0) |
| 2. Juni 1962 um 15:00 Uhr (20:00 Uhr MEZ) in Rancagua |   |             |           |
| England                                               | – | Argentinien | 3:1 (2:0) |
| 3. Juni 1962 um 15:00 Uhr (20:00 Uhr MEZ) in Rancagua |   |             |           |
| Ungarn                                                | – | Bulgarien   | 6:1 (4:0) |
| 6. Juni 1962 um 15:00 Uhr (20:00 Uhr MEZ) in Rancagua |   |             |           |
| Ungarn                                                | – | Argentinien | 0:0       |
| 7. Juni 1962 um 15:00 Uhr (20:00 Uhr MEZ) in Rancagua |   |             |           |
| England                                               | – | Bulgarien   | 0:0       |

## Finalrunde

### Spielplan
|  | Viertelfinale    | Viertelfinale |                  |                  | Halbfinale       | Halbfinale |  |  | Finale | Finale |
|  |                  |               |                  |                  |                  |            |  |  |        |        |
|  |                  |               |                  |                  |                  |            |  |  |        |        |
|  | Chile            | 2             |                  |                  |                  |            |  |  |        |        |
|  | Chile            | 2             |                  |                  |                  |            |  |  |        |        |
|  | Sowjetunion      | 1             |                  |                  |                  |            |  |  |        |        |
|  | Sowjetunion      | 1             | Brasilien        | 4                |                  |            |  |  |        |        |
|  |                  |               | Brasilien        | 4                |                  |            |  |  |        |        |
|  |                  | Chile         | 2                |                  |                  |            |  |  |        |        |
|  | Brasilien        | Chile         | 2                | 3                |                  |            |  |  |        |        |
|  | Brasilien        |               |                  | 3                |                  |            |  |  |        |        |
|  | England          | 1             |                  |                  |                  |            |  |  |        |        |
|  |                  |               | Brasilien        | 3                |                  |            |  |  |        |        |
|  |                  |               |                  | Tschechoslowakei | 1                |            |  |  |        |        |
|  | Tschechoslowakei | 1             |                  |                  |                  |            |  |  |        |        |
|  | Ungarn           | 0             |                  |                  |                  |            |  |  |        |        |
|  | Ungarn           | 0             | Tschechoslowakei | 3                |                  |            |  |  |        |        |
|  |                  |               | Tschechoslowakei | 3                | Spiel um Platz 3 |            |  |  |        |        |
|  |                  | Jugoslawien   | 1                |                  |                  |            |  |  |        |        |
|  | Jugoslawien      | Jugoslawien   | 1                | 1                | Chile            | 1          |  |  |        |        |
|  | Jugoslawien      |               |                  | 1                | Chile            | 1          |  |  |        |        |
|  | BR Deutschland   | 0             |                  | Jugoslawien      | 0                |            |  |  |        |        |
|  | BR Deutschland   | 0             |                  |                  | 0                |            |  |  |        |        |
|  |                  |               |                  |                  |                  |            |  |  |        |        |

### Viertelfinale
|                                                                 |   |                |           |
| 10. Juni 1962 um 14:30 Uhr (19:30 Uhr MEZ) in Arica             |   |                |           |
| Chile                                                           | – | Sowjetunion    | 2:1 (2:1) |
| 10. Juni 1962 um 14:30 Uhr (19:30 Uhr MEZ) in Santiago de Chile |   |                |           |
| Jugoslawien                                                     | – | BR Deutschland | 1:0 (0:0) |
| 10. Juni 1962 um 14:30 Uhr (19:30 Uhr MEZ) in Viña del Mar      |   |                |           |
| Brasilien                                                       | – | England        | 3:1 (1:1) |
| 10. Juni 1962 um 14:30 Uhr (19:30 Uhr MEZ) in Rancagua          |   |                |           |
| Tschechoslowakei                                                | – | Ungarn         | 1:0 (1:0) |

Im Viertelfinale spielten die Gruppenersten jeweils über Kreuz gegen die Zweiten der Nachbargruppen. Chile setzte sich gegen die stärker eingeschätzte Sowjetunion mit dem Weltklassetorwart Lew Jaschin durch. Deutschland traf nach 1954 und 1958 zum dritten Mal in Folge auf Jugoslawien und verlor durch ein Gegentor in der 86. Spielminute. Die überragenden Brasilianer hatten auch ohne Pelé wenig Mühe mit der englischen Mannschaft. Die Tschechoslowaken setzten sich gegen die gleich starken Ungarn durch, die eine Vielzahl von Chancen nicht verwerten konnten.

### Halbfinale
|                                                                 |   |             |           |
| 13. Juni 1962 um 14:30 Uhr (19:30 Uhr MEZ) in Santiago de Chile |   |             |           |
| Brasilien                                                       | – | Chile       | 4:2 (2:1) |
| 13. Juni 1962 um 14:30 Uhr (19:30 Uhr MEZ) in Viña del Mar      |   |             |           |
| Tschechoslowakei                                                | – | Jugoslawien | 3:1 (0:0) |

Im von großer Härte geprägten ersten Spiel des Halbfinales setzte sich Brasilien verdient gegen Gastgeber Chile durch. In diesem Spiel wurde der überragende Garrincha in der 83. Spielminute wegen einer Tätlichkeit vom Platz gestellt, aber anschließend für das Endspiel begnadigt. Das Spiel Brasilien gegen Chile war das erste ausverkaufte Spiel des Turniers. Das rein europäische zweite Spiel sahen dagegen nur weniger als 6000 Zuschauer. Die Tschechoslowakei gewann gegen das über weite Strecken dominierende Jugoslawien mit 3:1 und qualifizierte sich damit zum zweiten Mal nach 1934 für ein WM-Endspiel. Nach Spielplan war die Partie Brasilien–Chile eigentlich in Viña del Mar angesetzt. Die Austragungsorte beider Halbfinalspiele wurden jedoch auf Wunsch des Veranstalters Chile von der FIFA getauscht.

### Spiel um Platz 3
|                                                                 |   |             |           |
| 16. Juni 1962 um 14:30 Uhr (19:30 Uhr MEZ) in Santiago de Chile |   |             |           |
| Chile                                                           | – | Jugoslawien | 1:0 (0:0) |

In einer schwachen Partie gelang dem Gastgeber in der Nachspielzeit durch Eladio Rojas das entscheidende Tor gegen Jugoslawien. Der dritte Platz war Chiles größter Erfolg bei einem internationalen Fußballturnier bis zum Gewinn der Copa América 2015.

### Endspiel
| Brasilien                                                                                | Brasilien | Tschechoslowakei | Tschechoslowakei | Aufstellung                                  |
| ---------------------------------------------------------------------------------------- | --- | --- | ---------------- | -------------------------------------------- |
| Brasilien                                                                                | \| Finale \| \| 17. Juni 1962 um 14:00 Uhr (19 Uhr MEZ) in Santiago de Chile (Estadio Nacional de Chile) \| \| Ergebnis: 3:1 (1:1) \| \| Zuschauer: 68.679 \| \| Schiedsrichter: Nikolai Latyschew ( Sowjetunion) \| \| Spielbericht \| | \| Finale \| \| 17. Juni 1962 um 14:00 Uhr (19 Uhr MEZ) in Santiago de Chile (Estadio Nacional de Chile) \| \| Ergebnis: 3:1 (1:1) \| \| Zuschauer: 68.679 \| \| Schiedsrichter: Nikolai Latyschew ( Sowjetunion) \| \| Spielbericht \| | Tschechoslowakei | Aufstellung Brasilien gegen Tschechoslowakei |
| Brasilien                                                                                | Gilmar, Djalma Santos, Mauro Ramos , Zózimo, Nílton Santos, Zito, Garrincha, Didi, Vavá, Amarildo, Mário Zagallo Cheftrainer: Aymoré Moreira                                                                                            | Viliam Schrojf, Jiří Tichý, Ladislav Novák , Svatopluk Pluskal, Ján Popluhár, Josef Masopust, Tomáš Pospíchal, Adolf Scherer, Andrej Kvašňák, Josef Kadraba, Josef Jelínek Cheftrainer: Rudolf Vytlačil                                 | Tschechoslowakei | Aufstellung Brasilien gegen Tschechoslowakei |
| Brasilien                                                                                | 1:1 Amarildo (17.) 2:1 Zito (69.) 3:1 Vavá (78.) | 0:1 Josef Masopust (15.) | Tschechoslowakei | Aufstellung Brasilien gegen Tschechoslowakei |
| Finale                                                                                   | | |                  |                                              |
| 17. Juni 1962 um 14:00 Uhr (19 Uhr MEZ) in Santiago de Chile (Estadio Nacional de Chile) | | |                  |                                              |
| Ergebnis: 3:1 (1:1)                                                                      | | |                  |                                              |
| Zuschauer: 68.679                                                                        | | |                  |                                              |
| Schiedsrichter: Nikolai Latyschew ( Sowjetunion)                                         | | |                  |                                              |
| Spielbericht                                                                             | | |                  |                                              |

Das Finale fand im Estadio Nacional de Chile statt. Die unerwartet offensiv auftretenden Tschechoslowaken gingen in der 15. Minute etwas überraschend in Führung, die aber nur kurzen Bestand hatte. Durch zwei Fehler des ansonsten überragenden Torwarts Schrojf begünstigt, erzielte Brasilien in der Schlussphase das 3:1. Zum zweiten und bisher letzten Mal nach Italien 1938 hatte ein Weltmeister seinen Titel verteidigt.

### Ehrungen der Platzierten
Josef Masopust wurde zu Europas Fußballer des Jahres gewählt. In Brasilien und den anderen platzierten Ländern gab es zu der Zeit noch keine solche Auszeichnung.

## Beste Torschützen
Da sechs Spieler je vier Tore erzielt hatten, wurde der Brasilianer Garrincha von der FIFA per Los zum Torschützenkönig bestimmt.
| Rang | Spieler         | Tore |
| ---- | --------------- | ---- |
| 1    | Flórián Albert  | 4    |
|      | Garrincha       | 4    |
|      | Walentin Iwanow | 4    |
|      | Dražan Jerković | 4    |
|      | Leonel Sánchez  | 4    |
|      | Vavá            | 4    |
| 7    | Amarildo        | 3    |
|      | Milan Galić     | 3    |
|      | Adolf Scherer   | 3    |
|      | Lajos Tichy     | 3    |

| Rang | Spieler            | Tore |
| ---- | ------------------ | ---- |
| 11   | Giacomo Bulgarelli | 2    |
|      | Ron Flowers        | 2    |
|      | Wiktor Ponedelnik  | 2    |
|      | Jaime Ramírez      | 2    |
|      | Eladio Rojas       | 2    |
|      | José Sasía         | 2    |
|      | Uwe Seeler         | 2    |
|      | Jorge Toro         | 2    |
|      | Igor Tschislenko   | 2    |

Darüber hinaus gab es 35 Spieler mit einem Treffer.
Torschützenkönig des gesamten Wettbewerbs wurde der Tschechoslowake Adolf Scherer mit 8 Toren.

## Berichterstattung
Die Fußball-Weltmeisterschaft war 1962 bereits ein Weltmedienereignis. Deshalb war es eine große Herausforderung für Funk und Fernsehen, Übertragungen aus Chile sicherzustellen. Die ARD unter der Leitung von Rudi Michel transportierte eine eigene Radiostation nach Chile, die nach der WM dort verkauft wurde, und übertrug in der Nacht live im Radio. Im deutschen Fernsehen waren nur Zusammenfassungen der Spiele zu sehen, die einige Tage später gesendet wurden.
Das Radio in Österreich brachte am 1., 4., 8., 11., 14. und 18. Juni jeweils ab 19 Uhr eine viertelstündige Reportage mit Heribert Meisl. Das Finalspiel am 17. Juni wurde zwischen 19:25 und 21:15 Uhr vom Deutschen Rundfunk übernommen. Auch das österreichische Fernsehen übernahm (wie es u. a. am 5. Juni mit den Matches Schweiz gegen Deutschland und Chile gegen Italien der Fall war) Aufzeichnungen des Deutschen Fernsehen und strahlte diese von 21:35 Uhr bis 23 Uhr aus; vom Finale gab es am 19. Juni von 21 bis 22:40 Uhr eine solche Aufzeichnung.